# Vallalhohi
Vallalhohi is een van de onbewoonde eilanden van het Dhaalu-atol behorende tot de Maldiven.